# Le Fils du milliardaire
Le Fils du milliardaire est la quatrième histoire de la série Spirou et Fantasio de Rob-Vel, Davine et Jijé (chacun à la suite). Elle est publiée pour la première fois dans Spirou du no 2/40 au no 44/40.